# Thomas Holloway (artiste)
Cet article concerne le peintre. Pour le philanthrope, voir Thomas Holloway (philanthrope).
Pour les articles homonymes, voir Holloway.
Thomas Holloway, né à Londres en 1748 et mort à Coltishall (comté de Norfolk en Angleterre) le 28 février 1827, est un peintre portraitiste et graveur britannique.

## Biographie

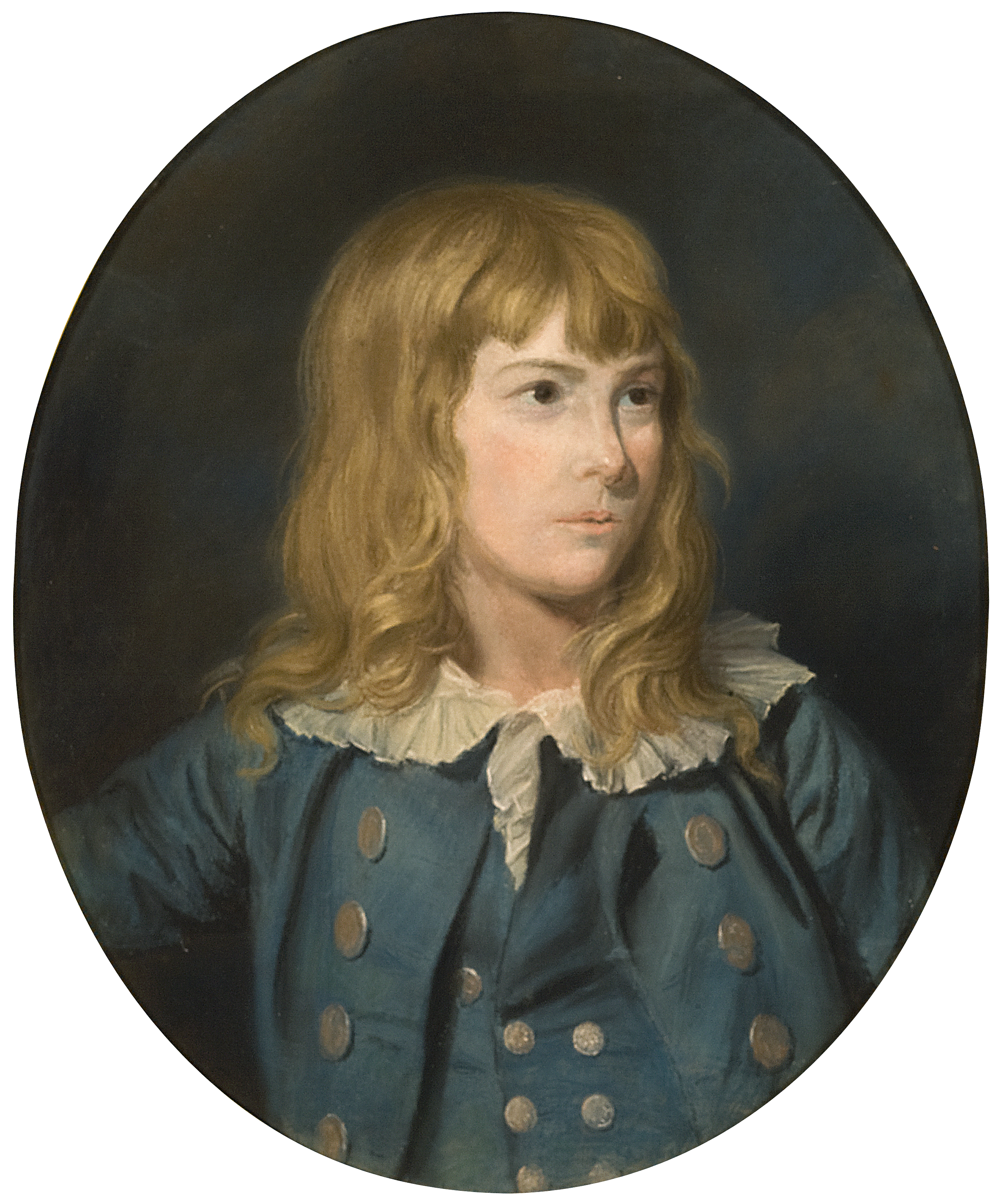
Probablement le neveu de Thomas Holloway, par ce dernier.

Né à Broad Street (en) à Londres, il est le fils aîné d'un marchand qui était un suiveur de John Wesley et d'une mère dont John Russell a fait le portrait — tous deux des dissidents de condition aisée et marqués par une solide foi. Thomas vit très mal la mort de sa mère et devient baptiste.
Il sent une grande affinité pour l'art très jeune et devient rapidement l'apprenti d'un graveur de sceaux du nom de Stent, pour qui il taille surtout des ornements en fer. À partir de 1773, il étudie la gravure sur cuivre et le dessin à la Royal Academy,.
Il expose pour la première fois à la Royal Academy en 1773, en présentant des gravures de seaux et de pierreries. Il expose ensuite ses premiers portraits au pastel à la Society of Artists en 1777.
Il s'installe dans une résidence, successivement à Hampton, Edgefield et à Coltishall (ces deux derniers étant dans le Norfolk).
Il devient graveur de la Cour en 1792. La même année, il produit de nombreux portraits et miniatures à l'huile et au crayon.
Il meurt seul à Coltishall, près de Norwich le 28 février 1827, à 80 ans.
Holloway exécuta plusieurs portraits au crayon de lui-même et de son neveu, un capitaine naval. Son frère John Holloway était un professeur de magnétisme animal et Thomas avait lui-même donné un cours magistral sur le sujet à l'initiative de son frère.

## Œuvre

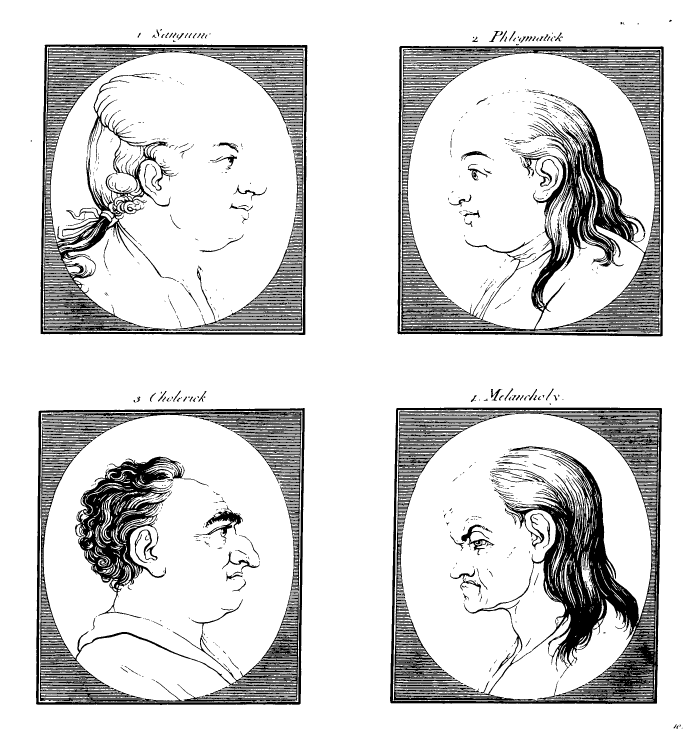
Illustration pour Essays on Physiongnomy de Johann Kaspar Lavater réalisée par Thomas Holloway.

Thomas Holloway est surtout un graveur sur acier. Ses premières épreuves publiées sont de petits portraits pour des magazines, principalement de ministres anticonformistes. Il entreprend ensuite l'édition d'Essays on Physiognomy de Johann Kaspar Lavater (5 vols., 1789–1798). L'œuvre est illustrée d'environ 800 gravures exécutées par Holloway lui-même, ainsi que Francesco Bartolozzi, William Blake et d'autres graveurs sous la direction de Johann Heinrich Füssli.
Il a réalisé de nombreux portraits dont ceux de Charles Howard (11e duc de Norfolk), d'après Robert Edge Pine, de Timothy Priestley (en) (1792) et de Richard Price d'après Benjamin West.
Il illustre plusieurs ouvrages, dont Shakespeare de John Boydell, The History of England de Robert Bowyer et British Theatre de John Bell (en).

### LesCartons de Raphaël
Holloway est connu pour ses gravures des Cartons de Raphaël au château de Windsor en 1800, sur lesquelles il a travaillé pendant 30 ans. Cet ambitieux projet est finalement un échec commercial. Les dessins avaient déjà été gravés par Nicolas Dorigny.
Grâce de l'influence de Benjamin West, Holloway obtient la permission de graver à grande échelle les sept Cartons de Raphaël à Windsor ; il s'y attèlera toute sa vie. Il engage comme assistants ses anciens élèves R. Slann et T. S. Webb ainsi que Joseph Thomson, un artiste mort jeune. Ils travaillent ensemble au château jusqu'en 1814, année à laquelle les cartons sont transférés au château de Hampton Court.
Quand il termine la première plaque, Paul preaching at Athens en 1806, le roi fait d'Holloway son graveur historique. La deuxième, Christ's Charge to Peter apparaît en 1810 ; la troisième, The Death of Ananias en 1816 ; et la quatrième, Elymas en 1820. Cette même année, tous les dessins préliminaires sont terminés, et Holloway et ses associés se retirent à Edgefield, dans le Norfolk, puis à Coltishall, près de Norwich, pour poursuivre leur travail sur les plaques. Ainsi, la cinquième d'entre elles, The Miraculous Draught of Fishes, sort en 1824 — c'est la dernière terminée du vivant d'Holloway. La sixième, Paul and Barnabas at Lystra, est pratiquement finie en 1827 tandis que la septième, Peter and John at the Beautiful Gate, est entamée. Elles ne seront achevées qu'en 1839, et publiées avec une dédicace à la reine en citant Holloway comme l'auteur des gravures et de l'édition aux côtés de Slann et Webb.